# Иван Ермаков
Иван Димитриевич Ермаков (на руски: Иван Дмитриевич Ермаков) е руски психиатър, психолог, художник и литературовед, един от пионерите на психоанализата в Съветска Русия.

## Биография

### Ранни години
Роден е на 6 октомври 1875 година в Истанбул, Османска империя, в семейството на известния тбилиски фотограф Дмитрий Иванович Ермаков. През 1896 завършва Първа тбилиска класическа гимназия. През 1920 завършва медицина в Московския университет. След това работи в нервната клиника към университета. Учи и работи под ръководството на Владимир Сребский. След това става асистент в психиатричната клиника към Московския университет. В периода 1903 – 1904 г. Ермаков е един от лекуващите лекари на Михаил Врубел.

### Научна кариера
През 1913 г. Ермаков е на научни командировки в Берлин, Париж, Мюнхен, Берн и Будапеща. Среща се с Ойген Блойлер. След като се прибира в Русия чете доклад пред свои колеги от физико-химическото общество и Университетската клиника за учението на Зигмунд Фройд и неговото приложение към редица психически разстройства.
През 1922 г. Ермаков става един от създателите на Руското психоаналитично общество, което оглавява до 1925 г.
През 1923 г. създава и оглавява Държавния психоаналитичен институт, където се преподава психоанализа и е организирана изследователска работа. Към психоаналитичния институт действа детски дом-лаборатория „Международна солидарност“, която също е под негово ръководство. Институтът е закрит през 1925 г., а пет години по-късно психоанализата се забранява и Ермаков започва да се занимава с частна психиатрична практика. В тези години не пише много, защото не се надява да успее да публикува изследванията си.
През 1941 Ермаков е репресиран и умира в затвора в Саратов на 31 март 1942 година на 66-годишна възраст.